# Plutoid

Plutoidy a další transneptunická tělesa – kandidáti na zařazení mezi plutoidy

Plutoid je trpasličí planeta sluneční soustavy obíhající za drahou Neptunu. Do této kategorie spadají všechny v současnosti uznané trpasličí planety kromě Cerery.
Plutoid musí splňovat následující kritéria:
- obíhá okolo Slunce ve větší vzdálenosti než Neptun,
- má dostatečnou hmotnost, aby jeho gravitace překonala vnitřní síly a dosáhl přibližně kulového tvaru,
- během svého vývoje nepročistil své okolí, aby se stal v dané zóně dominantní
- není satelitem.

Pojmenovávány mají být pouze takové plutoidy, které mají absolutní hvězdnou velikost větší než + 1 mag.

## Historie
Termín plutoid byl pro pojmenování trpasličí planety, která obíhá Slunce za dráhou Neptuna, určen rezolucí IAU0804 výkonného výboru Mezinárodní astronomické unie (IAU) 11. června 2008 v Oslu. Původně byl v roce 2006 navrhován název „pluton“, který však byl nakonec po protestech geologů odmítnut, neboť tento výraz používají pro těleso magmatického původu, nacházející se většinou v hlubinách zemské kůry.

## Objekty

Eulerův diagram s různými typy těles sluneční soustavy

V současnosti (prosinec 2012) jsou známy pouze čtyři objekty, které s jistotou patří do skupiny plutoidů:
- Pluto
- Makemake
- Eris
- Haumea

Z těchto těles patří tři mezi tělesa Kuiperova pásu, pouze Eris je řazena mezi tělesa rozptýleného disku.